# Charmaine Williams
Pour les articles homonymes, voir Williams.
Charmaine A. Williams est une femme politique provinciale canadienne de l'Ontario. Elle est députée provinciale progressiste-conservatrice de la circonscription ontarienne de Brampton-Centre depuis 2022.

## Biographie
Williams travaille comme thérapeute environnementale avant son élection. En 2018, elle devient la première femme noire à siéger au conseil municipal de Brampton en représentant les wards #7 et #8,.
Élu lors de l'élection provinciale de 2022, elle entre au cabinet à titre de ministre des Opportunités sociales et économiques des femmes en juin 2022.